# Daniel Illger
Daniel Illger (* 27. November 1977 in Bergisch Gladbach) ist ein deutscher Schriftsteller und Filmwissenschaftler.

## Leben und Werk
Daniel Illger studierte Filmwissenschaft und vergleichende Literaturwissenschaft sowie Philosophie an der Westfälischen Wilhelms-Universität in Münster, der Humboldt-Universität in Berlin und der Freien Universität Berlin. 2009 promovierte er zum Thema Die ästhetische Disposition des westeuropäischen Nachkriegskinos am Beispiel von Stadtinszenierungen und schloss 2019 seine Habilitation an der Freien Universität Berlin ab. Seit 2019 ist er dort als Gastprofessor für Filmwissenschaften tätig. Seit Juli 2022 hält er den Lehrstuhl Populäre Kulturen an der Europa-Universität Viadrina inne.
Neben zahlreichen wissenschaftlichen Monographien und Aufsätzen veröffentlichte Illger drei Fantasy-Romane bei Klett-Cotta. Sein Roman Der Pfad des schwarzen Lichts wurde 2016 mit dem Phantastik-Literaturpreis Seraph für das beste Debüt ausgezeichnet. Von 2010 bis 2015 war er Mitherausgeber der Zeitschrift für Fantastikforschung.
Illger ist Mitglied der Gesellschaft für Fantastikforschung (GfF) und war u. a. im Organisationskomitee der Jahrestagung 2019 tätig. Er ist zudem Mitglied der Gesellschaft für Medienwissenschaft (GfM), im European Network for Cinema and Media Studies (Necs) und im Phantastik-Autoren-Netzwerk PAN.
Heute lebt Daniel Illger in Frankfurt (Oder) und ist Gottesdienstbeauftragter der katholischen Kirchengemeinde Heilig Kreuz.

## Preise und Nominierungen
- 2016: SERAPH für das beste Debüt mit Der Pfad des schwarzen Lichts[2]

## Werke

### Belletristik
- Skargat 1: Der Pfad des schwarzen Lichts. Klett-Cotta, Stuttgart 2015, ISBN 978-3-608-98160-5.
- Skargat 2: Das Gesetz der Schatten. Klett-Cotta, Stuttgart 2016, ISBN 978-3-608-94969-8.
- Skargat 3: Der Stern der Mitternacht. Klett-Cotta, Stuttgart 2017, ISBN 978-3-608-98124-7.

### Sachbücher
- Heim-Suchungen. Stadt und Geschichtlichkeit im italienischen Nachkriegskino. Vorwerk 8, Berlin 2009, ISBN 978-3-940384-26-3.
- Im Schatten grüner Sonnen. Poetik und Politik der Fantasy am Medium Videospiel. Habilitationsschrift, Freie Universität Berlin, 2019.

### Herausgeberschaften (Auswahl)
- mit Hermann Kappelhoff und Christine Lötscher: Filmische Seitenblicke. Cinepoetische Exkursionen ins Kino von 1968. De Gruyter, Berlin/Boston 2018, ISBN 978-3-11-061317-9.
- mit Hermann Kappelhoff und Bernhard Groß: Demokratisierung der Wahrnehmung? Das westeuropäische Nachkriegskino. Vorwerk 8, Berlin 2010, ISBN 978-3-940384-29-4.